# George Brown (baloncestista)
George Raff Brown, Jr. (Detroit, Michigan, 30 de octubre de 1935) es un exjugador de baloncesto estadounidense que disputó un partido en la NBA, transcurriendo el resto de su carrera en los Harlem Globetrotters y en diversas ligas menores. Con 1,98 metros de estatura, jugaba en la posición de alero.

## Trayectoria deportiva

### Universidad
Jugó durante cuatro temporadas en los Warriors de la Universidad Estatal Wayne, en las que promedió 12,9 puntos y 11,7 rebotes por partido. Lideró al equipo en anotación en dos temporadas y tres en rebotes, ocupando en la actualidad el quinto puesto entre los mejores anotadores de la historia de Waine State. Fue además en dos ocasiones campeón de conferencia en salto de altura.

### Profesional
Fue elegido en la vigésimo séptima posición del Draft de la NBA de 1957 por Minneapolis Lakers, con los que disputó un único partido en el que anotó un punto y capturó un rebote. Tras ese partido fue traspasado a los Harlem Globetrotters, con los que estuvo un año de gira, tras el cual jugó en diferentes ligas semiprofesionales.

## Estadísticas de su carrera en la NBA

### Temporada regular
| Temporada | Edad | Equipo             | Liga | Pos. | P | TIT | MIN | TC  | TCA | %TC  | 3P | 3PA | %3P | TL  | TLA | %TL  | R.OF. | R.DEF. | REB | ASIS | ROB | TAP | PER | FP  | PTS |
| 1957-58   | 22   | Minneapolis Lakers | NBA  |      | 1 |     | 6.0 | 0.0 | 2.0 | .000 |    |     |     | 1.0 | 2.0 | .500 |       |        | 1.0 | 0.0  |     |     |     | 1.0 | 1.0 |
| Total     |      |                    | NBA  |      | 1 |     | 6.0 | 0.0 | 2.0 | .000 |    |     |     | 1.0 | 2.0 | .500 |       |        | 1.0 | 0.0  |     |     |     | 1.0 | 1.0 |